# NGC 7361
NGC 7361 је спирална галаксија у сазвежђу Јужна риба која се налази на NGC листи објеката дубоког неба.
Деклинација објекта је - 30° 3' 27" а ректасцензија 22h 42m 17,9s. Привидна величина (магнитуда) објекта NGC 7361 износи 12,3 а фотографска магнитуда 13,0. Налази се на удаљености од 17,210 милиона парсека од Сунца. NGC 7361 је још познат и под ознакама IC 5237, ESO 468-23, MCG -5-53-27, IRAS 22395-3019, UGCA 434, AM 2239-301, PGC 69539.